# Kensal Green
Kensal Green è un quartiere del borgo londinese di Brent.
Dà il nome al Kensal Green Cemetery, uno dei cimiteri monumentali di Londra, che si trova però amministrativamente nel territorio di Kensington e Chelsea.
Per secoli fu un’exclave della parrocchia di Chelsea.
La zona è servita dalla stazione Kensal Green della metropolitana di Londra.